# Eberhard von Künßberg
Eberhard Georg Otto Freiherr von Künßberg (* 28. Februar 1881 in Porohy, Österreich-Ungarn; † 3. Mai 1941 in Heidelberg) war ein deutscher Jurist österreichischer Herkunft. Er machte sich vor allem als Rechtshistoriker einen Namen. Zunächst als Mitarbeiter, dann als Herausgeber arbeitete er maßgeblich am Deutschen Rechtswörterbuch, dem „Wörterbuch der älteren deutschen Rechtssprache“ mit. Außerdem begründete und benannte er die Rechtliche Volkskunde als neue Wissenschaftsrichtung. Auch im Feld der Rechtsikonographie machte er sich einen Namen.

## Leben
Eberhard von Künßberg entstammte der Thurnauer Linie des oberfränkischen Adelsgeschlecht Künsberg, die bereits 1690 in der Linie Thurnau-Ermreuth in Wien in den Reichsfreiherrnstand erhoben worden war. Er war ein Enkel des Juristen Uso von Künßberg (1810–1875). Sein Vater Ulrich von Künßberg (1847–1923) war Forstmeister in Porohy in den Waldkarpaten, wo er Julie Thekla Mrozowski (1855–1885) heiratete, Tochter des Gutsbesitzers Stanislaus Mrozowski. Eberhard von Künßberg war nur entfernt mit seinem Namensvetter Eberhard von Künsberg verwandt, dem Kommandeur des Sonderkommandos Künsberg.
Eberhard von Künßberg wurde evangelisch erzogen. Er besuchte Schulen in Graz und studierte von 1899 bis 1904 Rechtswissenschaften in Wien. Seine Dissertation Der Wald im deutschen Bergrecht (1904) erhielt den ersten Preis der Samitsch-Stiftung. Nachdem er in Österreich die juristischen Staatsexamina abgelegt hatte, zog es ihn mit einem österreichischen Stipendium für zwei Semester nach München, wo er den Begründer der Rechtsarchäologie, Karl von Amira, kennenlernte, der ihn nachhaltig beeindruckte und zu seinem Vorbild wurde.
Bereits 1904, noch in Wien, war Richard Schröder auf ihn aufmerksam geworden, der in Heidelberg das 1896 aus der Taufe gehobene Projekt eines Wörterbuchs der älteren deutschen Rechtssprache leitete. Schröder konnte Künßberg 1905 zunächst als wissenschaftlichen Hilfsarbeiter für das Wörterbuch gewinnen. Zur Aufbesserung seiner geringen Einkünfte bewarb sich Künßberg gleichzeitig bei der Heidelberger Universitätsbibliothek.
1910 habilitierte sich Künßberg mit einer Studie über die Acht in der älteren deutschen Rechtssprache für Rechtsgeschichte. Da er sich als reiner Rechtshistoriker verstand und keine Vorlesungen über geltendes Recht halten wollte, war eine Berufung auf eine reguläre Professur ausgeschlossen. Zwar erhielt Künßberg noch im selben Jahr eine Berufung nach Neuchâtel, aber er konzentrierte sich stattdessen auf die Arbeit am Deutschen Rechtswörterbuch. In Anerkennung seiner Entscheidung wurde ihm der preußische Rote Adlerorden verliehen. Außerdem erhielt er die badische Staatsangehörigkeit.
Wegen eines Herzfehlers war Künßberg kriegsdienstuntauglich. Während des Ersten Weltkriegs engagierte er sich in der freiwilligen Krankenpflege. Er gründete 1915 die erste deutsche Einarmschule in Ettlingen, die er bis Dezember 1918 leitete, und verfasste eine mehrfach aufgelegte Fibel für Einarmige.
Nach Ablauf der vorgeschriebenen Zeit als Privatdozent wurde Künßberg 1916 in Heidelberg zum Titularprofessor ernannt. Nach dem Tode Schröders übernahm er 1917 die Leitung des Deutschen Rechtswörterbuches. Künßberg legte die Stichwörter, die Quellen und den Umfang der Artikel fest und schrieb viele selbst. Neben seiner Rechtswörterbucharbeit hielt er Vorlesungen und Übungen für Juristen und Philologen über rechtshistorische Themen, Rechtliche Volkskunde und Rechtssprachgeschichte. 1924 wurde er in die Heidelberger Akademie der Wissenschaften aufgenommen; 1928 wurde er Professor der Preußischen Akademie der Wissenschaften in Berlin, dem Träger des Rechtswörterbuchs.
Künßberg behielt seine Sonderstellung in der Heidelberger Fakultät und seine Herausgeberschaft des Rechtswörterbuchs auch nach der nationalsozialistischen Machtergreifung, obwohl seine Frau, die Zoologin Katharina von Künßberg (1883–1977), geborene Samson, jüdischer Abstammung war. Die Heidelberger Fakultät verwies gegenüber dem Reichserziehungsministerium darauf, Künßberg würde ausschließlich das international renommierte Wörterbuch leiten. Er habe sich außerdem bereits vor der Machtergreifung werbend für nationalsozialistische Gedanken eingesetzt, sei aber nach der Judengesetzgebung zurückhaltender geworden.
Künßberg verstarb unerwartet an den Folgen einer schweren Magenoperation. Bis zu diesem Zeitpunkt waren drei der geplanten acht Bände des Rechtswörterbuchs erschienen und ein vierter zur Publikationsreife gebracht. Die Künßbergs hatten Sorge getragen, dass ihre fünf Kinder beizeiten Deutschland verlassen hatten. Ihr Sohn Ekkehard von Künßberg (1913–2000) setzte sein Medizinstudium in Edinburgh fort und wurde ein bekannter Arzt in Schottland. Katharina von Künßberg sollte Anfang 1942 deportiert werden, was der Dekan der Heidelberger juristischen Fakultät Eugen Ulmer gerade noch verhindern konnte. Später wurde sie unter anderem von ihrer Haushälterin versteckt und überlebte den Nationalsozialismus.
In Erinnerung an ihren Mann errichtete Katharina von Künßberg 1961 die Eberhard-Freiherr-von-Künßberg-Stiftung, die jährlich einen Preis vergibt.
Die Bibliothek Künßbergs wurde im Wesentlichen in den Bestand der Rechtshistorischen Bibliothek des Instituts für Rechtsgeschichte der Westfälischen Wilhelms-Universität Münster übernommen.

## Schriften
- Der Wald im deutschen Bergrecht. In: Berg- und hüttenmännisches Jahrbuch der K.K. Montanistischen Hochschulen zu Leoben und Přibram. Band 52, 1904, ZDB-ID 512297-1, S. 159–250.
- Über die Strafe des Steintragens (= Untersuchungen zur deutschen Staats- und Rechtsgeschichte. 91, ISSN 0083-4572). Marcus, Breslau 1907, urn:nbn:de:hbz:061:1-97579.
- Acht. Eine Studie zur älteren deutschen Rechtssprache. Böhlau, Weimar 1910, urn:nbn:de:hbz:061:1-97435, (Zugleich: Heidelberg, Universität, Habilitations-Schrift, 1910).
- mit Richard Schröder: Deutsches Rechtswörterbuch. (Wörterbuch der älteren deutschen Rechtssprache). Böhlau, Weimar 1914/32-.
- als Herausgeber mit den Lehrern der Heidelberger Einarmschule: Einarm-Fibel. Ein Lehr-, Lese- und Bilderbuch für Einarmer. Braun, Karlsruhe 1915, (Mehrere Auflagen).
- mit Richard Schröder: Lehrbuch der deutschen Rechtsgeschichte. 2 Bände. 6., verbesserte Auflage. Veit u. a., Leipzig u. a. 1919–1922.
- Fährenrecht und Fährenfreiung. Weistümerstudien. In: Zeitschrift der Savigny-Stiftung für Rechtsgeschichte. Germanistische Abteilung. Band 45, 1925, S. 144–205, doi:10.7767/zrgga.1925.45.1.144.
- Rechtsbrauch und Kinderspiel. Untersuchungen zur deutschen Rechtsgeschichte und Volkskunde (= Sitzungsberichte der Heidelberger Akademie der Wissenschaften. Philosophisch-Historische Klasse. 1920, Abhandlung 7, ISSN 0933-6613). Winter, Heidelberg 1920, urn:nbn:de:hbz:061:1-97519.
- Rechtssprachgeographie (= Sitzungsberichte der Heidelberger Akademie der Wissenschaften. Philosophisch-Historische Klasse. 1926/27, Abhandlung 1). Winter, Heidelberg 1926, urn:nbn:de:bsz:16-diglit-389216.
- Einleitung in: Karl Saueracker: Wortschatz der Peinlichen Gerichtsordnung Karls V. (Carolina-Wörterbuch) (= Heidelberger rechtswissenschaftliche Abhandlungen. 2, ISSN 1869-3075). Winter, Heidelberg 1929, S. 3–13.
- Der Wortschatz des österreichischen Allgemeinen Bürgerlichen Gesetzbuches (= Beiträge zum Internationalprivatrecht und zur Privatrechtsvergleichung. 3, ISSN 0174-8394). Winter, Heidelberg 1930.
- Die deutsche Rechtssprache. In: Zeitschrift für Deutschkunde. Jahrgang 44, Heft 6, 1930, ZDB-ID 200277-2, S. 379–389.
- Rechtsverse. In: Neue Heidelberger Jahrbücher. 1933, ISSN 0179-0773, S. 89–167, (Digitalisat).
- Recht und soziale Ordnung im deutschen Volkstum. In: Paul Gauß (Hrsg.): Das Buch vom deutschen Volkstum. Wesen, Lebensraum, Schicksal. Brockhaus, Leipzig 1935, S. 134–139.
- Flurnamen und Rechtsgeschichte. Böhlau, Weimar 1936.
- Lesestücke zur rechtlichen Volkskunde (= Volk. Grundriß der deutschen Volkskunde in Einzeldarstellungen. Ergänzungs-Reihe. 1, ZDB-ID 1001648-X). Niemeyer, Halle (Saale) 1936.
- Rechtliche Volkskunde (= Volk. Grundriß der deutschen Volkskunde in Einzeldarstellungen. 3, ZDB-ID 1001645-4). Niemeyer, Halle (Saale) 1936.
- Messerbräuche. Studien zur Rechtsgeschichte und Volkskunde (= Sitzungsberichte der Heidelberger Akademie der Wissenschaften. Philosophisch-Historische Klasse. 1940/41, Abhandlung 3). Winter, Heidelberg 1941, urn:nbn:de:bsz:16-diglit-420224.
- Schwurgebärde und Schwurfingerdeutung (= Das Rechtswahrzeichen. 4, ZDB-ID 534979-5). Herder, Freiburg im Breisgau 1941, urn:nbn:de:hbz:061:1-97725.